# Danish Siddiqui

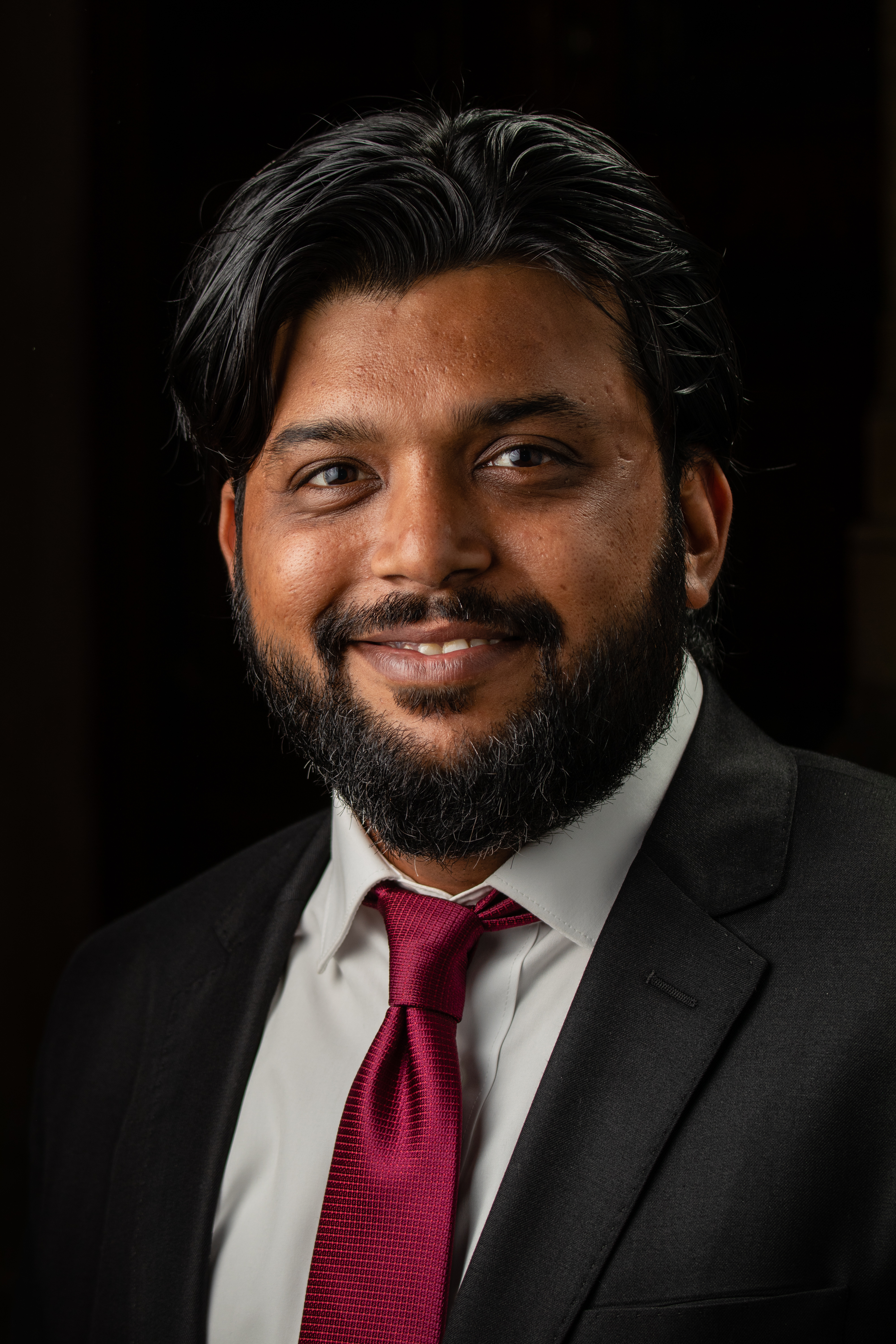
Danish Siddiqui bei der Verleihung der Pulitzer-Preise 2018

Ahmad Danish Siddiqui (geboren am 19. Mai 1983 in Neu-Delhi; gestorben am 16. Juli 2021 in Spin Boldak, Afghanistan) war ein indischer Fotojournalist mit Wohnsitz in Mumbai. Er erhielt 2018 als Teil des Fotostabs von Reuters einen Pulitzer-Preis. Im Jahr 2021 wurde er bei der Berichterstattung über einen Zusammenstoß zwischen afghanischen Sicherheitskräften und den islamistischen Taliban in der Nähe eines Grenzübergangs zu Pakistan in der afghanischen Provinz Kandahar getötet.

## Leben
Danish Siddiqui studierte an der Jamia Millia Islamia in Delhi. Im Jahr 2007 machte er einen Abschluss in Massenkommunikation am AJK Mass Communication Research Centre der Jamia.
Seine Karriere begann Danish Siddiqui als Fernseh-Nachrichtenkorrespondent. Er wechselte zum Fotojournalismus und kam 2010 als Praktikant zur internationalen Nachrichtenagentur Reuters. Seitdem berichtete Siddiqui unter anderem über das Erdbeben in Nepal im April 2015, die Schlacht um Mossul (2016–17),  die Flüchtlingskrise durch den Völkermord an den Rohingya 2017/18, die Proteste in Hongkong 2019/2020, die Unruhen in North East Delhi 2020 und die COVID-19-Pandemie in Südasien, dem Nahen Osten und Europa. 2018 gewann er als erster Inder neben seinem Kollegen Adnan Abidi den Pulitzer-Preis für Feature-Fotografie als Teil des Fotostabs von Reuters für die Dokumentation der Rohingya-Flüchtlingskrise. Ein Foto, das er während der Unruhen in North East Delhi 2020 aufgenommen hat, wurde von Reuters als eines der prägenden Fotos des Jahres 2020 ausgezeichnet. Er leitete zeitweise das Reuters Pictures Team in Indien.
Siddiqui wurde zusammen mit einem hochrangigen afghanischen Offizier getötet, während er am 16. Juli 2021 über Kämpfe zwischen afghanischen Truppen und militanten Taliban in Spin Boldak, Kandahar, berichtete. Ein afghanischer Offizieller gab an, dass er in einem Kreuzfeuer der Taliban getötet wurde. Nach anderen Angaben soll er von den Taliban gefangen genommen und hingerichtet worden sein.
Siddiqui lebte in Mumbai. Er war mit einer Deutschen verheiratet. Aus der Ehe gingen zwei Kinder hervor.
2022 wurde er posthum zusammen mit vier Reuters-Kollegen erneut mit dem Pulitzer-Preis für Feature Photography ausgezeichnet, diesmal für Fotos über die COVID-19-Pandemie in Indien.